# Музей анимационного кино
Музей анимационного кино — российский музей, посвящённый анимационному кино.

## О музее
Был создан в 2011 году по инициативе бывших сотрудников киностудии «Союзмультфильм» на базе материалов, долгое время находившихся на хранении у частных лиц. Изначально располагался в здании Политехнического музея, позже переехал в Измайловский кремль.
Основная идея — раскрыть секреты создания анимационных фильмов, то есть, не только продемонстрировать предметы, имеющие отношение к истории анимационного кино, но и наглядно показать процесс создания рисованных и кукольных анимационных фильмов по этапам производства.
Музей ведёт активную исследовательскую деятельность. При музее действует студия, осуществляющая производство анимационной продукции в технологиях кукольной, классической рисованной и 3D-анимации.

## Экспозиция музея
В экспозицию выставки вошли рабочие материалы из анимационных фильмов, выпущенных киностудиями «Союзмультфильм» и Т/О «Экран»: эскизы персонажей и декораций, раскадровки, целлулоидные фазы, расписанные вручную, игровые куклы, макеты и т. д. Представлены работы классиков советской и российской анимации: Л. А. Шварцмана, Р. А. Качанова, В. В. Курчевского, Г. Я. Бардина, С. М. Соколова, В. М. Назарука, М. В. Курчевской, Е. А. Ливановой, А. Спешневой, А. М. Татарского, Ю. Б. Норштейна и других.
Вниманию посетителей предлагаются материалы ко множеству фильмов, в том числе «38 попугаев», «Приключения кота Леопольда», «Варежка», «Падал прошлогодний снег», «Потерялась внучка», «Крокодил Гена», «Самый маленький гном», «Обезьянки. Осторожно, обезьянки!», «Пластилиновая ворона».
Музей анимационного кино — единственное место, где можно свободно увидеть подлинную игровую куклу «Чебурашка».
В рамках основной экспозиции музея действует магазин и мини-галерея художественной куклы, где представлены художественные и игровые куклы известных кукольных мастеров.

## Выставочные проекты
Ведёт активную выставочную деятельность на площадках Москвы и других городов России. Самые значимые проекты: выставка «100 лет анимации в России», персональная выставка Гарри Бардина «Гарри Бардин — 70 лет», выставка «А может быть, ворона», посвященная творчеству А. Татарского и анимационной студии «Пилот».